# Adiós, Mr. Chips (novela)
Adiós, Mr. Chips (en inglés, Good-bye, Mr. Chips) es una novela de James Hilton, publicada por primera vez en forma de libro en 1934. La historia había aparecido originalmente como un suplemento del British Weekly, un periódico evangélico, en 1933 pero alcanzó notoriedad cuando fue reimpreso para su edición en abril de 1934 en otra publicación, The Atlantic. Esta novela ha sido llevada al cine en varias ocasiones, incluidas dos películas ganadoras del Premio Oscar y varias adaptaciones teatrales.

## Argumento
La novela narra la vida de un profesor a lo largo de su estancia en Brookfield, la ficticia escuela pública en la que enseña griego y latín. El Sr. Chipping supera su incapacidad para conectar con los niños en la escuela, así como su timidez inicial, cuando se casa con Katherine, una joven a la que conoce en las vacaciones y que rápidamente comienza a llamarlo por su apodo, "Chips".  Si bien el libro es desvergonzadamente sentimental, también describe los profundos cambios sociales que Chips experimenta durante toda su vida: comienza su permanencia en Brookfield en 1870, cuando la Guerra Franco-Prusiana acaba de estallar, y finaliza en su lecho de muerte poco después del ascenso de Adolf Hitler al poder. En varias ocasiones, Chips refunfuña sobre su fe en la "sangre inglesa", y en un momento determinado de la novela llega a meterse en problemas por hacer un chiste sobre el nombre y la ascendencia de un "chico llamado Isaacstein" (ediciones posteriores del libro eliminaron la referencia judía y simplemente apuntan que "Chips se burló del nombre de un niño"). La novela es claramente perceptible como una nostalgia del orden social Victoriano que desapareció rápidamente tras la muerte de la Reina Victoria en 1901 y cuyos restos fueron destruidos por la Primera Guerra Mundial. De hecho, un recurrente leitmotif a lo largo de toda la obra es el efecto devastador de la guerra en la sociedad Británica. Cuando la guerra estalla, Chips, quien se había retirado el año anterior al cumplir sesenta y cinco años, se compromete a volver a trabajar para cubrir a varios maestros que han entrado en el servicio militar. Innumerables antiguos alumnos y maestros mueren en el campo de batalla, y gran parte de la historia muestra la respuesta de Chips a los horrores desatados por la guerra. En un momento de la trama, lee en voz alta una larga lista de alumnos de la escuela caídos en combate, y, desafiando al mundo moderno que ve como despiadado y falto de valores de honor y amistad, se atreve a incluir el nombre de un exmaestro austríaco, muerto luchando en el lado opuesto.
Se cree que la obra se basó en la The Leys School de Cambridge, de donde James Hilton fue alumno entre 1915 y 1918. Hilton afirmó que la inspiración para el protagonista, Chips, procedía de muchas fuentes, incluyendo a su padre, que fue director de la Chapel End School. Sin embargo, Chips también pudo haberse basado en W. H. Balgarnie, uno de los profesores de Leys (1900-1930), quien estuvo a cargo de la Quincenas Leys (lugar donde fueron publicados los primeros cuentos y ensayos de Hilton). Con los transcurso de los años, antiguos alumnos han escrito a Geoffery Houghton, profesor de Leys e historiador de la escuela, confirmando los vínculos entre Chipping y Balgarnie. Como Mr. Chips, Balgarnie murió en la escuela, a la edad de 82, habiendo estado vinculado con la escuela durante 51 años y viviendo sus últimos años en modestas viviendas frente a la escuela. También como Mr. Chips, Balgarnie fue muy estricto con la disciplina, aunque también invitaba a los muchachos a visitarlo para tomar el té y galletas.

## Inspiración
Refiriéndose a la muerte de Balgarnie, Hilton escribió que "Balgarnie fue, supongo, el principal modelo para mi historia. Cuando leo tantas historias sobre la vida pública de la escuela, me sorprendo por el hecho de que no he sufrido nada de lo que los autores aparentemente han sufrido, y mucho de este milagro se debió a Balgarnie".

## Adaptación teatral
La adaptación teatral fue escrita principalmente por Leslie Bricusse con ayuda de Michael Sadler y Robert Meadmore e interpretada por el elenco del Chichester Festival.

## Adaptaciones cinematográficas

### Película de 1939
Esta es la primera y la más conocida versión de la novela, protagonizada por Robert Donat, Greer Garson, Terry Kilburn, John Mills y Paul Henreid. Donat ganó el Óscar al mejor actor por su interpretación, ganando a Clark Gable, James Stewart, Laurence Olivier y Mickey Rooney. 
Aunque algunas de las escenas que aparecen en las adaptaciones cinematográficas no aparecen en el libro, esta película intenta ser lo más fiel posible a las historia original.

### Película de 1969
En 1969, se realizó una versión musical, protagonizada por Peter O'Toole y Petula Clark. En esta versión, la trama se trasladó desde comienzos de los años 20 hasta el final de la Segunda Guerra Mundial. Mientras muchos críticos consideran las canciones innecesarias, tanto O'Toole como Clark fueron universalmente elogiados por sus actuaciones y la evidente química entre ellos; O'Toole fue candidato al Óscar al mejor actor y ganó el Globo de Oro al mejor actor de Comedia o musical.
La película incluyó música y letras compuestas por Leslie Bricusse con partitura original de John Williams. El proyecto estuvo en desarrollo varios años antes, inicialmente con una banda sonora compuesta por André Previn y su entonces esposa Dory Previn, aunque la carrera musical del compositor en el momento de la realización de la película impidió que se usara.
Muchas de las escenas fueron filmados en la Repton School, particularmente en su famoso Arco, en Bedford School, y en la Sherborne School de Dorset.

### Miniserie de 1984
En 1984, fue adaptada en una miniserie de televisión para la BBC. Fue protagonizada por Roy Marsden y Jill Meagher y organizada en 6 capítulos de media hora cada uno. Muchas escenas fueron grabadas en el Repton School en un intento de ser lo más fieles posibles a la novela original.

### Película de 2002
Otra adaptación televisiva producida por STV Productions. Se estrenó en la cadena ITV Network en el Reino Unido. Esta versión fue protagonizasa por Martin Clunes y Victoria Hamilton. Henry Cavill, William Moseley, Oliver Rokison y Harry Lloyd formaban parte también del elenco. 